# Sin reserva
 Sin reserva es una película de Argentina filmada en colores dirigida por Eduardo Spagnuolo sobre su propio guion que se estrenó el 15 de junio de 2000 y que tuvo como actores principales a  Jean-Pierre Noher, Marina Skell, Arturo Bonín, Soledad Silveyra y Víctor Laplace.

## Sinopsis
Grupos ecologistas se oponen a que la Reserva ecológica de Buenos Aires se urbanice y uno de los ejecutivos de la empresa se enamora de una fotógrafa proteccionista.

## Reparto
- Jean-Pierre Noher
- Marina Skell
- Arturo Bonín
- Soledad Silveyra
- Víctor Laplace
- Gabriel Fernández
- Jorge García Marino
- Gustavo Zoia …Extra
- Sol Gutiérrez …Ecologista
- Lucrecia Blanco
- Mónica Salvador
- Diego Francés

## Comentarios
Diego Lerer en Clarín dijo:

«…filme de rutinaria factura y con pocos matices, en el que sólo se destacan sus buenas intenciones y su tenue voluntarismo…. un guion sin un mínimo de originalidad y que parece una puesta en escena obvia y simplista de los conflictos a tratar, desde la pintura maniqueísta de los personajes secundarios hasta las limitadas ideas visuales que se ponen en juego.»

Socorro Villa en el sitio web Leedor.com dijo:

«Bodrio ecologista.»

Manrupe y Portela escriben:

«Relato infantil plagado de estereotipos y estética poco agraciada.»